# Die Karwoche (Louis Aragon)
Die Karwoche (frz. Originaltitel: La Semaine Sainte) ist ein 1958 erschienener historischer Roman des französischen Schriftstellers Louis Aragon. Er handelt von der Flucht des von ausländischen Mächten eingesetzten Königs Ludwig XVIII., seiner Anhänger und der königstreuen Truppen aus Paris vor dem aus Elba zurückgekehrten Napoleon in der Karwoche vom 19. bis 26. März des Jahres 1815.
Die französische Erstausgabe erschien bei Gallimard. Eine deutsche Ausgabe in der Übersetzung von Hans Mayer erschien 1962 im (Ost-)Berliner Verlag Volk und Welt und fast gleichzeitig als Lizenzausgabe im Biederstein Verlag in München 1961. 1961 erschien auch die erste englische Ausgabe unter dem Titel The Holy Week bei Hamish Hamilton in London.

## Inhalt

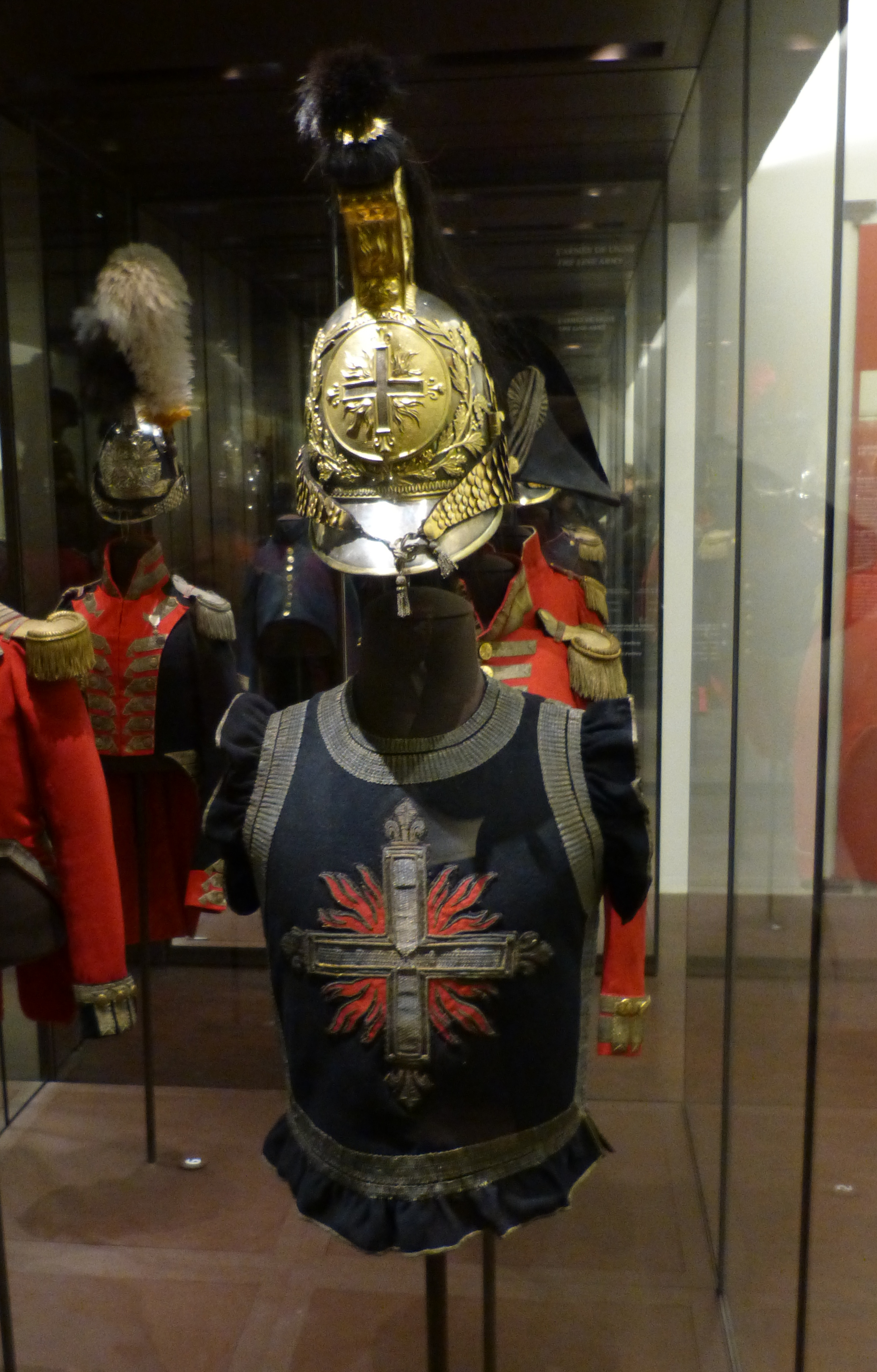
Géricault trug 1814 die Uniform der Grauen Musketiere Ludwig XVIII.

Obwohl der Roman auf detailliertem Faktenstudium beruht, stellt Aragon in einer Vorbemerkung fest: „Dies ist kein historischer Roman […] der Verfasser lehnt dafür [nämlich für die Ähnlichkeiten mit historischen Personen] im Namen unveräußerlicher Rechte der Einbildungskraft die Verantwortung ab“.
Der Urheber der chaotischen Zustände der Karwoche 1815, Napoleon, ist im Roman nur schattenhaft präsent. Geschildert wird allein die Wirkung seiner Rückkehr aus der Verbannung auf der Insel Elba auf seine Anhänger und Gegner, eine große Zahl historischer Figuren, die im Roman sämtlich etwa gleich detailliert und gleichrangig mit zahlreichen ungenannten Gestalten aller Stände behandelt werden. Eine stärker präsente Figur ist allein Théodore Géricault, der seine gerade begonnene Malerkarriere zugunsten einer Militärlaufbahn aufgegeben hat und – ohne sich über seine Gründe ganz im Klaren zu sein – den fliehenden König als berittener Musketier bis zur belgischen Grenze begleitet. Dort kommen ihm Zweifel an seiner eigenen Loyalität; er stellt am Ende des Romans fest, dass er Soldat geworden ist, nur um seinem König zur Flucht zu verhelfen.
Der Fluchtweg des Königs ist das organisierende Prinzip des Romans. Um diesen Hauptpfad herum entwickeln sich zahlreiche Nebenhandlungen und Umwege.

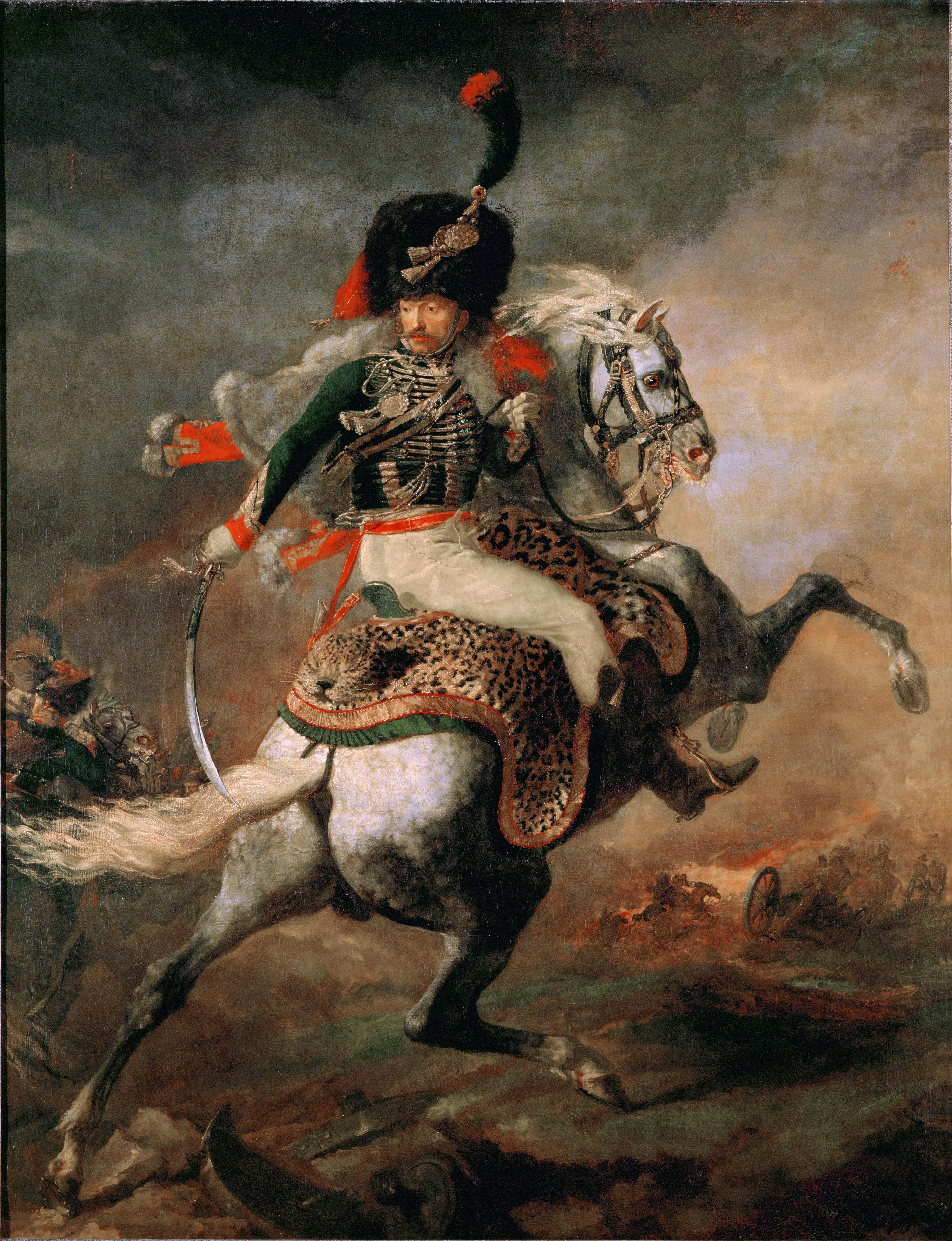
Leutnant Robert Dieudonné, hier als Mitglied der Kaisergarde Napoleons, dann Offizier Ludwig XVIII., 1814 wieder auf der Seite des Kaisers: eine Gestalt aus Die Karwoche. Gemälde von Géricault (1812).

Anfangs glaubt niemand an eine reale Bedrohung durch die Rückkehr Napoleons. Doch dann überschlagen sich die Nachrichten: Er rückt rascher als gedacht vor. Wo steht er? Schafft er es bis Paris? Truppenteile werden gegen Napoleon ausgesandt, um ihn aufzuhalten, laufen zu ihm über und heften sich wieder die blau-weiß-rote Kokarde der Revolution an. Einige der ruhmbedeckten ehemals bürgerlichen Marschälle Napoleons, die von ihm zu Herzögen und Fürsten erhoben wurden und nunmehr Ludwig XVIII. dienen, aber vom alten Erbadel misstrauisch beäugt werden, zaudern, auf welche Seite sie sich stellen sollen, insbesondere nachdem Marschall Ney, Herzog von Elchingen, „der Tapferste der Tapferen“, zu Napoleon übergelaufen ist. Schließlich schlagen sie sich auf die Seite des Königs, verfolgen dabei aber individuelle Pläne oder tauchen wieder unter.
Es herrscht allgemeines Rätselraten, ob der an der Gicht leidende König zur Flucht entschlossen ist – und wenn ja, wohin er sich in diesem Fall wenden würde. Truppen werden scheinbar planlos hin- und hergeschickt; viele Offiziere schwanken, ob sie sich Napoleon, in dem viele immer noch den Kaiser sehen, unter dem sie Karriere gemacht haben, entgegenstellen oder zu ihm überlaufen, den König ins Exil begleiten oder sich einfach aus dem Dienst davonmachen sollen. Generäle suchen vergeblich ihre Stäbe, der militärische Begleitschutz des Königs schwindet von Station zu Station. Die ursprüngliche üppige Farbigkeit der zunehmend verdreckten und durchnässten Uniformen zeigt, wie unzeitgemäß diese in einer bürgerlichen Welt und zumal auf der Flucht geworden sind. In dem Chaos der sich vermischenden Truppenteile verlieren die Uniformfarben jede Orientierungsfunktion.
Viele Bürger in den Dörfern und Städten, durch die der König zieht, versichern ihn ihrer Ergebenheit, leiden aber unter der Einquartierung seiner Entourage. Pferdebesitzer feilschen um den Preis von Ersatzpferden für die durch Gewaltritte geschwächte Kavallerie. Ermattete Kinderarbeiter, die 12 bis 14 Stunden am Tage in den Spinnereien gearbeitet haben, schauen den Truppenzügen verständnislos zu – die Industrialisierung zieht am Horizont herauf.

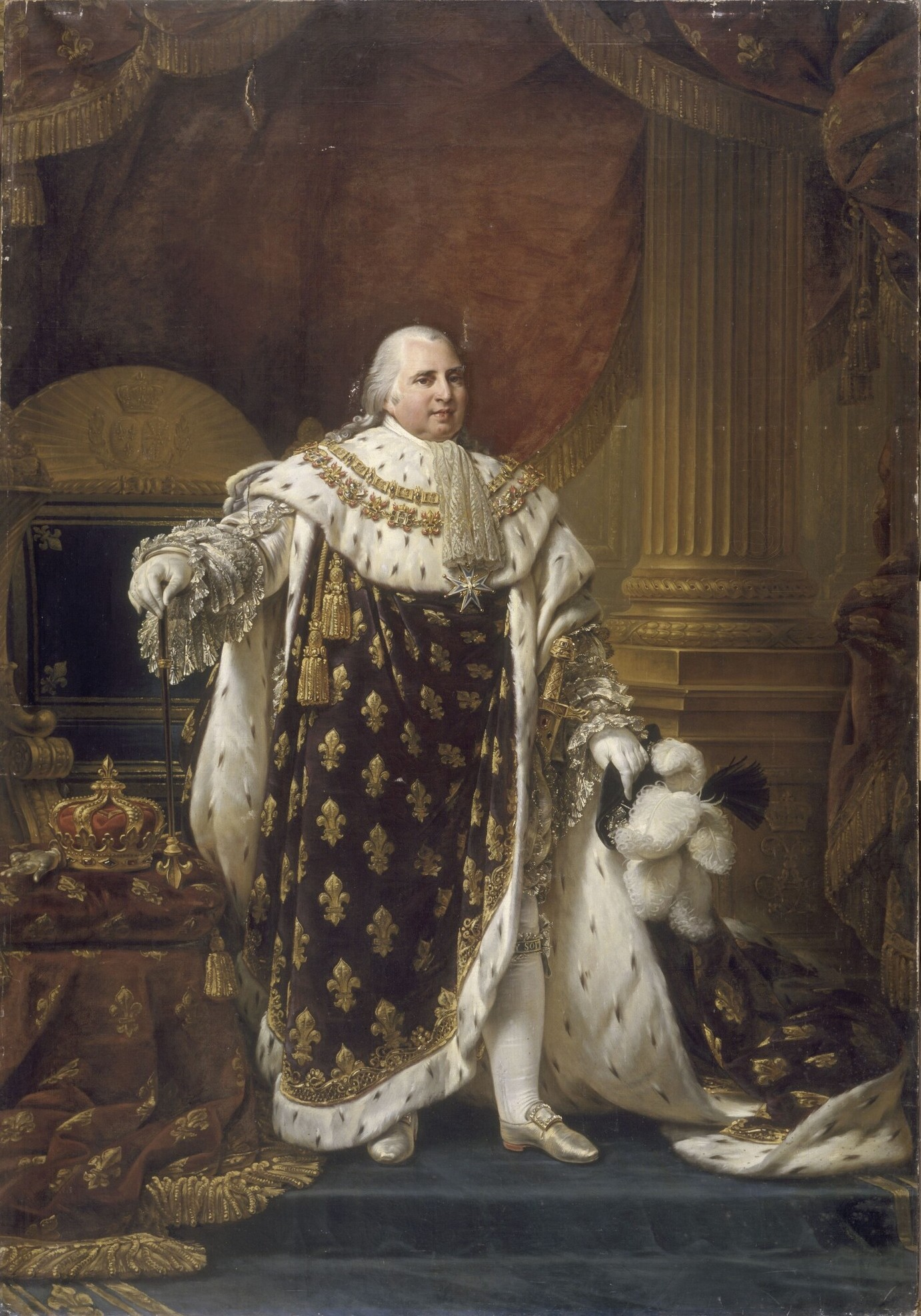
Ludwig XVIII. (im Volksmund Gros Louis – der „dicke Ludwig“) im Krönungsornat

In vielen erzählerischen Rückgriffen wird auf den Werdegang der Akteure (oder besser: der Betroffenen – Aragon nennt sie die „Statisten dieser Tragikomödie“) während der Revolution und unter dem Kaiserreich Bezug genommen. Sie alle stehen vor Entscheidungen, deren Folgen sie angesichts ihrer oft gespaltenen Loyalität und mangels genauer Informationen sorgsam abwägen müssen. Vor allem die Arbeiter fürchten die bei Napoleons Rückkehr drohenden Massenaushebungen.
Für die Offiziere steht der Name des ehemaligen Kaisers für militärischen Ruhm, aber auch für endlose Kriegszüge durch ganz Europa. Der König kann ihnen eventuell ein ruhiges Leben gewähren; vielleicht müssen ihm die Vertreter der feudalen Opposition aber auch ins Exil folgen. Doch niemand weiß, wohin sich Ludwig wenden wird. Dem jüngeren Bruder des Königs, dem ultraroyalistischen Grafen von Artois und späteren Karl X., der nach der Französischen Revolution wie Ludwig im englischen Exil gelebt hatte, wäre eine Wiederholung des Exils in dem liberalen Land unerträglich. Hingegen wäre für viele republikanisch gesinnte bürgerliche Offiziere ein Exil in England, das sie als aristokratisches Land wahrnehmen, schwer vorstellbar. Republikanisch gestimmte Offiziere, die zu Napoleon überlaufen, wünschen sich, dass er die Republik ausrufen möge, fürchten aber, dass er sich erneut zum Kaiser krönen lässt. Bürgerliche, die sich unter Napoleon hochgedient hatten, erwarten von Napoleons Rückkehr, dass sie wieder Positionen besetzen können, in die nach der Restauration des Königreichs der Adel eingerückt war. Und Kämpfer gegen die alte Aristokratie, die auf Napoleon setzen, müssen erleben, dass er den früheren Anführer der Revolutionsarmee, Ingenieur und Physiker Carnot bei seiner Ernennung zum Innenminister in den Grafenstand erhebt, also einen überzeugten Republikaner zum Aristokraten macht.
Gleichzeitig müssen sich die Fliehenden beider Seiten um ihre Familien, um ihr Eigentum oder ihre Geliebten kümmern. Allgemein grassiert die Angst vor einer Invasion der antinapoleonischen Koalition, also der Engländer, Preußen, Österreicher, Russen, die wie schon einmal die Vorräte der Bauern requirieren würden. Spitzel und Denunzianten versuchen mit Hilfe ihres Wissens alte persönliche Rechnungen zu begleichen. Der Autor lässt Géricault eine verschwörerische nächtliche Zusammenkunft von Handwerkern, Arbeitern und patriotischen Bürgern beobachten, die darüber streiten, ob man sich im Falle einer erfolgreichen Abschaffung des Koalitionsverbots, das unter Napoleon im repressiven Code pénal von 1810 festgeschrieben wurde, in Berufs- oder besser in Volksversammlungen organisieren solle. Sie erreichen jedoch keine Übereinkunft.

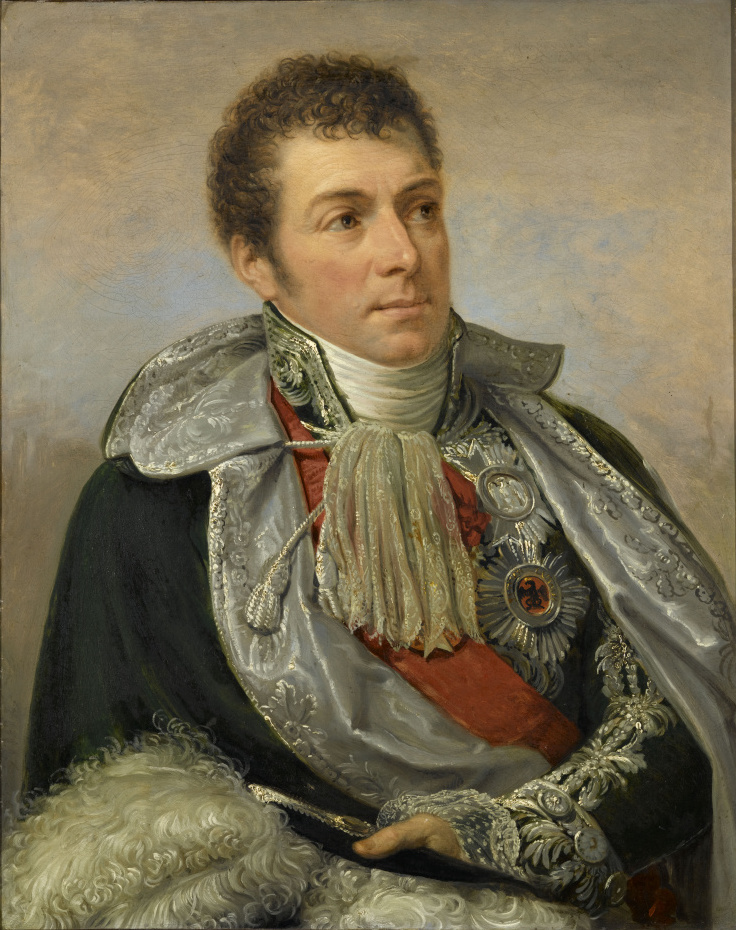
Marschall Louis-Alexandre Berthier (1754–1817), effizienter Organisator der Napoleonischen Armee und Träger des von Napoleon 1802 gestifteten Ordens der Ehrenlegion, folgte Louis XVIII. auf der Flucht nach Belgien.

Häufig – insbesondere im Kapitel XIII (Die Samenkörner der Zukunft) und im letzten Kapitel – greift der Autor künftigen Ereignissen vor, da die Zukunft „manchen Männern ein anderes Gesicht zu geben“ und selbst scheinbare Verräter zu rechtfertigen vermag. So bezieht er sich auf den „Bamberger Fenstersturz“ des Marschalls Louis-Alexandre Berthier, Fürst von Wagram, im Juni 1815 – ein Unfall, Selbstmord aus Verzweiflung über die bevorstehende Besetzung seines Vaterlandes oder Ermordung durch deutsche Patrioten? Alphonse de Lamartine, der dem König dient, trägt zu dieser Zeit seine ersten Gedichte vor, die er erst 1820 veröffentlichen wird. Der Republikaner Frédéric Degeorge wird sich später an der bürgerlichen Julirevolution von 1830 beteiligen, durch die die Bourbonen endgültig gestürzt werden und die zeitlich der ersten Arbeiterrevolte des Industriezeitalters, dem Aufstand der Seidenweber in Lyon vorausgeht. Und was für ein Mensch ist Charles Nicolas Fabvier, der Offizier der Kaisergarde, der von Napoleon für Spezialaufgaben im Ausland eingesetzt wird, 1815 unter dem zurückgekehrten König weiterdient, ihn auf der Flucht begleitet, sich aber weigert, Frankreich zu verlassen, nach der Niederlage von Waterloo die ausländischen Ivasionsheere auf eigene Faust bekämpft, um dann 1817 im Dienst des Königs einen ultraroyalistischen Aufstand niederzuschlagen, sich danach jedoch an einer Verschwörung gegen den König zu beteiligen und dann das Land verlassen zu müssen; der 1823 gegen die französische Besetzung der kurzlebigen spanischen Republik agitiert, dann im Freiheitskampf auf der Seite der Griechen und in der Revolution 1830 auf der Seite der französischen Arbeiter kämpft – bleibt er die gleiche Gestalt? Menschen werden zu verschiedenen Zeiten unterschiedliche Schlussfolgerungen aus solchen Biographien ziehen, die Aragon in drei oder vier rhythmisch gegliederten Riesensätzen zusammenfasst, welche sich über eine Seite erstrecken und mit vielen Fragen enden. Seine Erzählkunst besteht unter anderem darin, dass der Leser den Eindruck gewinnt, dass keiner der Akteure auch nur ungefähr zu wissen scheint, wohin die Geschichte ihn in der unmittelbaren Zukunft werfen wird. Dazu trug die Tatsache bei, dass Nachrichten oft nur mit tagelanger Verzögerung eintrafen. Aus den vielen Stimmen ergibt sich daher nirgends ein Gesamtbild der Situation, kein allwissender Erzähler hält die Faden zusammen. 

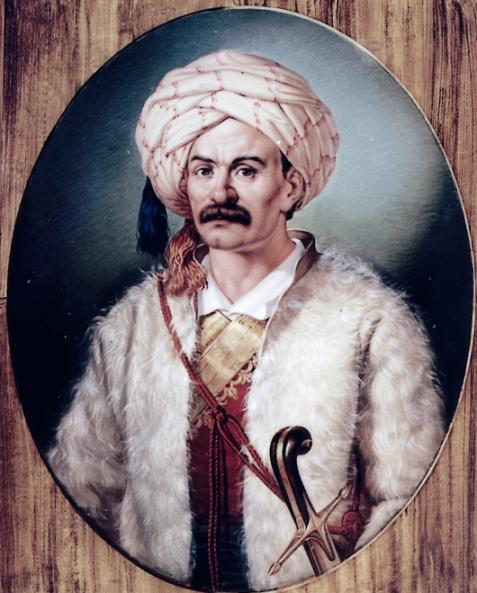
Charles Fabvier, während des Herrschaft der Hundert Tage Truppenführer Napoleons, hier als militärischer Gesandter im Osmanischen Reich (1848)

Mehrfach greift der Autor kommentierend in den Gang der vielfältig verschränkten Handlung ein und sucht nach Spuren des Zukünftigen in der Vergangenheit. So berichtet er über seine Erfahrungen als 22-jähriger Soldat und Hilfsarzt der französischen Besatzungstruppen im Saargebiet 1919 während eines Streiks deutscher Bergarbeiter in Völklingen, der fast mit einem Blutvergießen geendet hätte, sowie während der deutschen Invasion in Frankreich 1940 und seines Aufenthalts in Bamberg. Er zieht Parallelen zwischen der in ihrer Loyalität schwankenden Armee von 1815 und der von 1940, die sich zwischen dem Vichy-Regime und der Fortsetzung des Kampfes entscheiden muss. Er verbindet die Erinnerung an den Völklinger Streik mit der Szene des Romans, in der die Verschwörer darüber streiten, welche Gewerke sich in den von Napoleon verbotenen ständisch zersplitterten Gesellenschaften zusammenschließen sollten. Es stellt sich die Frage: Was ist wichtiger – das tägliche Essen, die patriotische Einheit oder das gemeinsame Klassenbewusstsein? Hier greift der Autor ein: „Ich träume dies alles. [...] Denn schließlich ist dies alles nicht Theodores Leben, sondern mein Leben, haben Sie es nicht bemerkt? Aber ich bitte Sie, nichts von alledem hat sich im Jahr 1815 ereignen können. [...] Mein Leben, es handelt sich um mein Leben. [...] Denkst du noch an deine Begeisterung am 27. September 1935 in der großen Versammlung, wo die Gewerkschaftseinheit beschlossen wurde?“
Man spürt die humanistische Grundhaltung des Erzählers, die auch in den Reflexionen Géricaults deutlich wird: „Nicht ist so scheußlich wie der Versuch, das Verhalten der anderen aus niedrigen Beweggründen abzuleiten. Zweifellos gibt es niedrigdenkende Leute. Besser aber, sich über sie zu täuschen, als ihre Beweggründe auch bei anderen zu vermuten, bloß weil diese anders denken as wir.“ Selbst Ludwig XVIII. gewinnt an Größe, wenn er in Lille seine Marschälle, die ihm nicht ins Exil nach Gent folgen wollen, aus der Verantwortung entlässt und ihnen anheimstellt, bis zu seiner eventuellen Rückkehr Napoleon zu dienen.
An anderer Stelle beschreibt Aragon die Vergewaltigung eines Bauernmädchens durch einen royalistischen Offizier, wendet sich dabei jedoch an den Leser und erklärt, warum er den Namen dieses Offiziers nicht preisgibt, da er dessen noch lebenden Nachfahren nicht beschämen will.

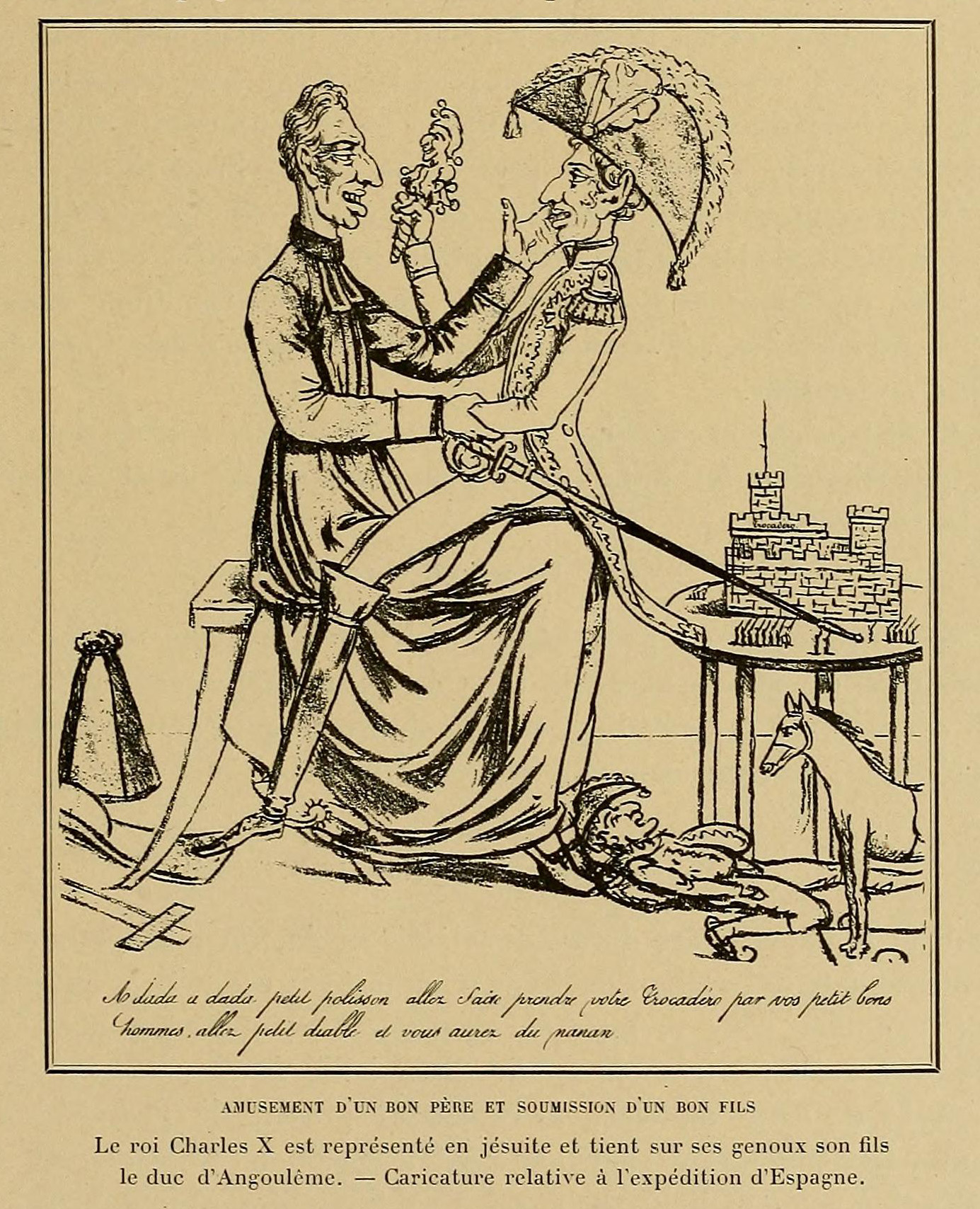
Der Herzog von Artois, Anführer der reaktionären Ultraroyalisten, hier um 1823 als König Charles X. im Jesuitengewand mit seinem Sohn, dem Herzog von Angoulême, der 1815 erfolglos gegen Napoleon kämpfte, von diesem gefangen genommen wurde und 1823 im Auftrag der Heiligen Allianz die Liberalen in Spanien besiegte (Karikatur, 19. Jahrhundert).

Der sich auflösenden und demoralisierten Maison du Roi, der Leibgarde Ludwigs, folgen die Reiter des Generals Exelmans wie ein Schatten. Niemand weiß, wo sie stehen, niemand hat sie gesehen, es kommt nur zu einem kurzen Kontakt ohne Blutvergießen, aber die zum Teil bewusst in die Welt gesetzten Gerüchte lösen allerseits Panik aus. Exelmans steht hier für die beständige Bedrohung durch das „Untier“ Napoleon. Was die Flüchtigen nicht wissen: Exelmans soll den Kampf vermeiden, der König soll unbehelligt ins Ausland flüchten, um sich als Verbündeter der ausländischen Mächte zu kompromittieren.
Der Herzog von Artois macht sich mit seiner Schatztruhe davon, verliert sie aber bald. Der König flieht heimlich mit anderen Fürsten über die Grenze. Er kann den Soldaten keinen Sold mehr zahlen und will selbst nicht um sein Land kämpfen; die Angehörigen der Maison du Roi fühlen sich von ihm getäuscht. Sie wollen ihn nicht verraten, aber auch nicht auf Seiten der Alliierten, die mit einer erneuten Invasion drohen, gegen Napoleon kämpfen. So bleiben sie in Béthune eingeschlossen, werden entwaffnet und dürfen nicht zurück nach Paris. Géricault beschließt am Ende des Buches unter dem Eindruck der Verweigerungshaltung der kriegsmüden französischen Bürger, möglichst unerkannt nach Paris zurückzukehren und wieder Maler zu werden. Mit dem Ostertag 1815 endet die Karwoche. Der Revolutionsgedanke lebt in vielen jüngeren Menschen fort, die den Verrat durch die Aristokraten erlebt haben, doch viele von ihnen werden in den künftigen Revolutionen ihr Leben verlieren.

## Kunsthistorische Bezüge

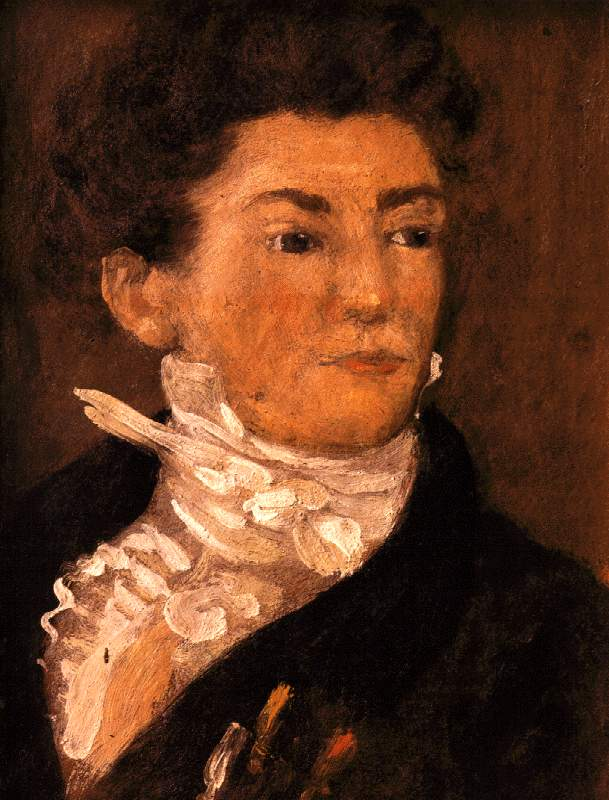
Géricault: Selbstporträt

Géricaults Figur dient Aragon zur Steigerung der Tiefenwirkung der von ihm beschriebenen Szenarien. So malt sich Géricault immer wieder aus, wie einzelne Szenen auf der Leinwand wirken würden. Er entwickelt dabei gedanklich die expressive, Licht und Schatten und damit die Körperlichkeit der Objekte betonende Darstellungsform der französischen Romantik, die die linear-statische, heroisierende Darstellungsweise der Empire-Maler wie Jacques-Louis David hinter sich lässt und bereits den Realismus vorbereitet. Gleichzeitig beleuchtet seine Perspektive auf die Welt Aragons eigene Kunsttheorie eines imaginativen Realismus, so wie er ihn in der Vorrede durch das „Vorrecht der Einbildungskraft“ gekennzeichnet hat. Die zahlreichen fein abgestuften Farbbezeichnungen, die Aragon verwendet, unterstreichen den bildhaften Eindruck der von ihm beschriebenen Objekte, Tiere und Menschen; der Stakkato-Stil wirkt wie hingeworfene Pinselstriche.

## Interpretation
Der äußerst vielschichtige Roman malt nicht schwarz-weiß, sondern in vielen Grautönen. Für Aragons Figuren, die in ihrer Widersprüchlichkeit in einzelnen Zügen abstoßend, aber insgesamt durchaus menschlich gezeichnet werden, sind die anstehenden Entscheidungen zwischen den politischen und ökonomischen Systemen unter Napoleon und Ludwig XVIII. nicht einfach, und zwar nicht nur aus Gründen ihrer oft gespaltenen Loyalität, sondern auch wegen ihrer wirtschaftlichen und Karriereinteressen. Napoleons liberale Politik der Förderung von Landwirtschaft und Industrie wurde durch die englische Kontinentalsperre und seine eigenen Kriege konterkariert, die das Land weitgehend von der männlichen Arbeitsbevölkerung entblößten und zum Polizeistaat mit einem repressiven Arbeits- und Strafrecht werden ließen. Viele Veteranen kamen verkrüppelt zurück, während bürgerliche Offiziere glänzende Karrieren erlebten. Zwar erbitterte die Rückkehr der Aristokraten unter Ludwig XVIII. im Jahr 1814 viele Bauern und Republikaner, aber es herrschte Friede und Stabilität. Eine Rückkehr Napoleons konnte außerdem eine erneute Intervention Preußens, Österreichs, Russlands und Englands provozieren – und damit drohte der „weiße Terror“ der Royalisten, der sich dann 1815 tatsächlich gegen Napoleons Anhänger und andere Antiroyalisten richtete.
Diese Situation historischer Ungewissheit und vor allem akuter individueller Entscheidungszwänge unter Unsicherheit steht im Mittelpunkt des Romans, wobei der Autor seinen Figuren gegenüber keinen prinzipiellen Wissensvorsprung besitzt, aber doch punktuell auf kommende Ereignisse und Strömungen verweist. Die Themen, die die Versammlung der Verschwörer diskutieren, verweisen auf das künftige, während des 19. Jahrhunderts nie aufgehobene Spannungsverhältnis zwischen berufsständischen, gewerkschaftlichen und allgemeinpolitischen Bewegungen, zwischen unmittelbaren materiellen Interessen und politischen Fernzielen. Die Szene wirkt wie ein Vorgriff auf die hitzigen Debatten um die richtigen Organisationsformen der Revolution, die die drei großen Revolutionen des 19. und 20. Jahrhunderts (1830, 1848, 1917) begleiteten und in den 1920er Jahren auch von den Anarchosyndikalisten und in der Frühzeit der Sowjetunion erbittert geführt wurden. Die Surrealisten um André Breton und Aragon hatten 1925/27 lange geschwankt, ob sie sich der Kommunistischen Partei Frankreichs oder der anarchistischen Bewegung anschließen sollten. Die einen verstanden sich als poetische, die KPF verstand sich in ähnlicher Weise als politische Avantgarde. Wenige Jahre danach fand sich Aragon erneut in einem unlösbaren Konflikt zwischen seiner Sympathie für seine surrealistischen Weggefährten und der Verurteilung des Surrealismus durch die sowjetischen Kommunisten, den er 1932 durch seinen Bruch mit dem Surrealismus auflöste. Nun aber – 1958 – distanziert er sich vom (sozialistischen) Realismus.
Das unsichere Zögern des Protagonisten und der anderen Akteure des Romans zwischen zwei politischen Kräften ist charakteristisch für Übergangsperioden, wie sie die mittleren 1950er Jahre in der Sowjetunion darstellten. Der Roman zeichnet mit vielen inneren Monologen den unsicheren Weg eines Künstlers in einer verwirrten Situation zu politischem und moralischem Gewissen nach. Géricaults schwankendes Verhalten gegenüber dem Geschehen entspricht Aragons Haltung zur politischen Wirklichkeit. Aragon, zur Zeit der Entstehung des Romans bis zu seinem Tode Mitglied des Zentralkomitees der damals stalinistischen Kommunistischen Partei Frankreichs, verfasste die Karwoche in einer Periode, in der die Abrechnung mit dem Stalinismus in der Sowjetunion ihren Höhepunkt bereits überschritten hatte. Dennoch war die Atmosphäre von Verrat und Täuschung noch allgegenwärtig; alle lauern auf die Aktionen der Gegner, wodurch auch die Handlungen der Romanfiguren bestimmt werden. Doch die Motive der Verräter bleiben oft verborgen, manche werden von der Geschichte rehabilitiert. Der Kongress der KPF 1956 wandte sich explizit gegen die Fortsetzung der Entstalinisierung, und in der Karwoche zeigte sich deutlich Aragons schwindende Linientreue, was wie auch andere Kritiker Pierre Daix, ein Mitarbeiter Aragons bis 1972, registriert. In der im Roman nicht wirklich präsenten Figur Napoleons kann man den furchteinflößenden Schatten Stalins erkennen, dessen Anhänger sich dem neuen Regime mit einiger Mühe anpassen, während andere ihre steilen Karrieren jäh beenden müssen. Das neue poststalinistische Sowjetregime verkörpert wie das von Ludwig XVIII. das Versprechen auf Ruhe und Frieden, sorgt aber auch für eine desillusionierende Rückkehr zu vorrevolutionären Verhältnissen bzw. zur Zeit vor der Tauwetter-Periode. Der Künstler zieht sich schließlich aus diesem Konflikt heraus und folgt seinen eigenen Visionen.
Auch wird ein Zusammenhang der Entstehung des Romans mit der Rückkehr General Charles de Gaulles in die französische Politik 1958 von Pierre Daix vermutet. Diese nötigte die französischen Kommunisten in Abkehr von der stalinistischen Politik der Denationalisierung zu einer stärkeren Betonung der Rolle der Nation in der Geschichte, zumal sie in der Résistance teilweise mit de Gaulle kooperiert hatten. So hatte dieser, als er aus dem Exil 1940 seine Landsleute zum Widerstand aufrief, ein Gedicht von Louis Aragon im Radio verlesen. Ganz offensichtlich sind auch die Parallelen zwischen der Flucht des Königs, die Chaos und Unsicherheit auslöst, und dem Chaos infolge des Rückzugs der französischen Armee vor den deutschen Truppen im Jahr 1940 (in umgekehrter Richtung).

## Rezeption
Das Werk erregte großes Aufsehen in Frankreich – die Auflage betrug über 100.000 – und wurde als Rückkehr des Autors zur „bürgerlichen“ französischen Romantradition angesehen. Der Autor erfuhr wegen seines monumentalen Werks seit 1958 geradezu monumentale Verehrung (eine monumentalisation): Das Magazine littéraire vom September 1967 sprach vom „Jahrhundert Aragons“ (Le siècle d'Aragon). Die Bezugnahme des Kommunisten auf die Karwoche im Titel des Romans und auf die katholische Liturgie irritierte die Kritiker. Dass das geschichtsinterpretierende Werk eine Absage an den sozialistischen Realismus darstelle, wurde von Aragon bestritten. Der figurenreiche Roman mit seinen kunstvoll verschlungenen Handlungsfäden wurde von dem britischen Schriftsteller und Kritiker Raymond Mortimer mit dem kurz zuvor erschienenen Roman Doktor Schiwago von Boris Pasternak und sogar mit Krieg und Frieden von Lew Nikolajewitsch Tolstoi verglichen, wenngleich die Personenzeichnung weniger tief gehe. Erzähltechnik und intellektuelle Durchdringung des Themas seien aber herausragend. Der Spiegel berichtete:

„Ein Mitglied der traditionsreichen Académie Française zum Beispiel, Émile Henriot, erläuterte in der Zeitung Le Monde, er sei durch die Lektüre des neuesten Werkes von Aragon - "über den ich seit zehn Jahren kein Wort verloren habe" - "auf wundersame Weise" geheilt worden: "Trotz meiner Grippe und der geistigen Abstumpfung durch den übermäßigen Gebrauch vorbeugender Medikamente bin ich plötzlich munter geworden [...] Es handelt sich unzweifelhaft um ein bedeutendes Werk - um den Idealfall gleichsam für einen brillanten Prix Goncourt, wenn der Autor nicht Aragon hieße und ein Schriftsteller wäre, den man nicht mehr zu entdecken braucht." Die Helden, auf die sich Aragon beruft, meinte Henriot, "gehören keiner Partei mehr an: Sie sind auch die unseren."“

Die literaturkritische Nouvelle Revue Française sprach von einem „Exerzitium der Hohen Schule“ französischen Prosastils, und selbst die konservativ-katholische, aber historisch mit der Résistance verbundene Wochenzeitung Témoignage Chrétien urteilte: „Ein Urwald der Bilder, Worte, Farben, Monologe; Seiten, deren Schwung, Rhythmus und Stil einem den Atem nehmen; ein Buch, das man lesen und nochmals lesen muß – kurz, ein Meisterwerk.“
In der DDR wurde das Buch bei Volk und Welt in einer relativ großen Auflage von 15.000 Exemplaren gedruckt. Hans Mayer, federführend in der frühen Aragon-Rezeption, beschreibt in seinem Nachwort zur 1. Auflage Aragon als den historisch reflektierten Erben des Goetheschen Begriffs einer Menschheit, die mehr ist als die Summe der Individuen, und grenzt ihn von Jean-Paul Sartres angeblich unhistorischem und individualistischem Freiheitsbegriff ab. Spätere Werke wie Spiegelbilder erreichten in der DDR nicht mehr diese Auflagenhöhe, was mit dem Übergang Aragons zu einer stärker experimentellen Schreibweise seit 1962 zusammenhängt. Ähnliches gilt für sein noch später publiziertes surrealistisches Frühwerk.